# Джанарстанов, Кали
Кали Джанарстанов (каз. Қали Жанарыстанов; 1884 год — 1968 год) — старший чабан колхоза имени Будённого Джангалинского района Западно-Казахстанской области, Казахская ССР. Герой Социалистического Труда (1948).
Родился в 1884 году в семье потомственного скотовода. С 1930 года трудился чабаном, старшим чабаном в колхозе имени Будённого (с середины 1950-х годов — колхоз имени Ленина) Джангалинского района. Занимался выращиванием каракульской овцы. К началу 1940 года поголовье овец в его отаре насчитывало несколько тысяч голов.
В 1947 году получил высокий приплод в закреплённой за ним отаре. В этом году он вырастил 507 ягнят от 420 овцематок. Указом Президиума Верховного Совета СССР от 23 июля 1948 года «за получение высокой продуктивности животноводства в 1948 году» удостоен звания Героя Социалистического Труда с вручением ордена Ленина и золотой медали «Серп и Молот».
Позднее трудился в Маштексайском овцесовхозе Джангалинского района до выхода на пенсию в 1964 году.
Скончался в 1968 году.
Награды
- Герой Социалистического Труда
- Орден Ленина
- Орден Трудового Красного Знамени (16.11.1945)